# 1704 Wachmann
Wachmann (asteróide 1704) é um asteróide da cintura principal, a 2,0291142 UA. Possui uma excentricidade de 0,0870645 e um período orbital de 1 210,29 dias (3,32 anos).
Wachmann tem uma velocidade orbital média de 19,97834665 km/s e uma inclinação de 0,96954º.
Esse asteróide foi descoberto em 7 de Março de 1924 por Karl Reinmuth.
O seu nome é uma homenagem ao astrónomo alemão Arthur Arno Wachmann.